# Huân chương chín viên đá quý
Huân chương chín viên đá quý (tiếng Anh: Order of the Nine Gems; tiếng Thái: เครื่องราชอิสริยาภรณ์อันเป็นโบราณมงคลนพรัตนราชวราภรณ์) là một huân chương của Thái Lan, được vua Rama IV thiết lập vào năm 1856.

## Người được trao huân chương tiêu biểu
- Pridi Banomyong
- Plaek Phibunsongkhram
- Sarit Thanarat
- Prem Tinsulanonda
- Sanya Thammasaki